# Archaïsme et modernité en Limousin au XIXe siècle (1845-1880)
Archaïsme et modernité en Limousin au XIXe siècle (1845-1880) est un livre d'histoire du Limousin au XIXe siècle, paru en 1975. C'est le premier livre de l'historien Alain Corbin, issu de sa thèse de doctorat d'État.
Il y analyse les structures économiques et sociales du Limousin de la Deuxième République au début de la Troisième République puis son ancrage politique à gauche. C'est alors une région très pauvre et arriérée, qui pourtant, déchristianisée, vote massivement à gauche. C'est ce paradoxe qu'Alain Corbin tente d'expliquer.

## Présentation

### Une thèse d'histoire régionale
Ce livre est issu de la thèse de doctorat d'État d'Alain Corbin, dirigée par Bertrand Gille, soutenue le 4 mai 1973 à l'université de Clermont-Ferrand et intitulée Limousins migrants, Limousins sédentaires. Contributions à l'histoire de la région limousine au XIXe siècle (1845-1880). 

Au moment où Alain Corbin prépare cette thèse, il est professeur au lycée Gay-Lussac de Limoges. La thèse est dirigée par Bertrand Gille, mais avec l'aval d'Ernest Labrousse, qui organise la répartition géographique des thèses d'histoire contemporaine. La thèse d'Alain Corbin fait en effet partie des grandes thèses d'histoire régionale des années 1960 et 1970, soutenues par une génération qualifiée de labroussienne, d'abord formée à l'histoire économique et sociale. Comme Alain Corbin l'explique lui-même en 1997 : 

« Comme jadis un suzerain, ou par la suite, un ministre de l'Intérieur, Ernest Labrousse distribuait des fiefs et des préfectures. Dans le cadre de cette départementalisation de l'histoire, […] je reçus, en sous-traitance, le Limousin et Bertrand Gille fut chargé par le maître de diriger ma recherche. Cette vaste région […] s'est révélée une terre d'angoisse. En effet, les statistiques élaborées au XIXe siècle se révélèrent vite dénuées de valeur. […] En ce pays de pêche, de chasse, de cueillette, de polyculture vivrière, d'élevage familial du porc et de la volaille, […], à la population obsédée par la provision, le troc et le service, la détection du mouvement des prix et surtout de la production et des revenus tournait au cauchemar […]. D'où le glissement opéré en direction d'une histoire culturelle que je n'ose qualifier d'anthropologie historique. »

Ce livre, publié en 1975, porte, selon Maurice Agulhon, « une ambition d'histoire totale » du Limousin (compris comme les trois départements de la Haute-Vienne, la Creuse et la Corrèze),,, pendant une génération, couvrant la Deuxième République, le Second Empire et les débuts de la Troisième République, soit une période de croissance économique encadrée par deux révolutions démocratiques. L'ouvrage est divisé en deux volumes : le premier, de près de 700 pages de texte, sur les structures économiques et le second, 300 pages, consacré à l'implantation d'un comportement politique de gauche.

### Structures économiques et sociales
Le premier volume est une description économique et sociale des grands traits d'un archaïsme limousin : pauvreté, isolement géographique, migrations temporaires, niveau culturel faible puis des facteurs de changement, très limités : résistance à l'innovation économique, intensité de la misère, comportement démographique, mouvement économique et déchristianisation. Alain Corbin ne s'intéresse pas seulement aux données démographiques, économiques et sociales, mais aussi à la vie matérielle et aux mentalités,. 
Il décrit la pauvreté du régime alimentaire, à base de raves, de châtaignes et de sarrasin, et l'absence de soins médicaux dans les campagnes, peu alphabétisées, où règne la petite propriété, dominée par la puissance paternelle,. Les villes comme Limoges, Aubusson ou Tulle sont ouvrières et restent à part. Le mouvement ouvrier, implanté à Limoges, n'en sort guère. L'industrie de la porcelaine, qui domine à Limoges, nécessite peu d'innovation, ce qui incite les autres entreprises à l'immobilisme. Les migrants temporaires, dont l'objectif est de gagner suffisamment d'argent pour subvenir aux besoins de leur famille, s'intègrent peu aux villes où ils viennent travailler.

### Culture politique
Le second volume s'intéresse à l'évolution du comportement politique des Limousins, une paysannerie de gauche sous la Deuxième République, qui accepte pourtant le coup d'État du 2 décembre 1851 et adhère au bonapartisme sous le Second Empire, avant de rallier la République vers 1872-1873.  
Alain Corbin décrit la géographie, la chronologie et la sociologie de la déchristianisation. S'il expose l'ampleur et la précocité de la déchristianisation, il montre qu'il ne faut pas uniquement l'expliquer par les migrations temporaires, puisque les régions sédentaires sont aussi déchristianisées,. Il évoque l'influence d'autres facteurs, comme les tarifs des sacrements et le refus de l'ingérence du clergé dans la gestion communale. Le clergé refuse la modernité urbaine mais se méfie aussi de l'archaïsme rural des confréries, très vivaces, qu'il ne peut contrôler, et des pèlerinages,. Claude Langlois souligne que l'exposé d'Alain Corbin amalgame plusieurs plans : une description de la baisse de la pratique religieuse, mais une explication qui concerne la religion populaire et les formes de sociabilité.
Alain Corbin insiste aussi sur l'hostilité des ruraux, à la forte cohésion sociale, face au changement et à la ville qui le symbolise, et en particulier face à la figure du bourgeois, peu présent dans les campagnes. Cette hostilité est captée et canalisée par la gauche républicaine au début de la Troisième République,,. Alain Corbin distingue deux types de gauche : celle de Limoges, socialiste, et celle des aspirations des paysans misérables. Elles se rencontrent après 1870 dans leur commune hostilité à la bourgeoisie.

### Archaïsme et modernité
Comme le titre de l'ouvrage l'indique, Alain Corbin décrit et cherche à expliquer un paradoxe : des structures économiques, sociales et mentales archaïques mais des attitudes politiques modernes,. L'historien américain Jack Censer souligne l'intérêt de prendre au sérieux les comportements politiques des paysans en les considérant comme des choix rationnels. Il conteste toutefois l'existence d'un paradoxe : selon lui, le vote pour Gambetta et les républicains au début de la Troisième République n'est pas forcément moderne.
Lors de la soutenance, le titre de la thèse portait sur l'opposition entre migrants et sédentaires. Alain Corbin indique en 2000 : « Le titre définitif, Archaïsme et modernité, est une idée que j'avais soumise à Louis Girard, de la Sorbonne. Aujourd'hui, je préfèrerais le premier titre. Quand cette thèse est parue, elle a semblé ne plus tout à fait appartenir au modèle labroussien et faire place à une certaine histoire culturelle ». Quelques années après, il va plus loin : « je récuse aujourd’hui complètement l’intitulé de ma thèse : Archaïsme et modernité en Limousin au XIXe siècle, 1845-1880. « L’archaïsme » et « la modernité », je ne sais plus trop ce que c’est ».

## Éditions
- Archaïsme et modernité en Limousin au XIXe siècle (1845- 1880). I : La rigidité des structures économiques, sociales et mentales ; II : La naissance d'une tradition de gauche, Paris, Marcel Rivière, 1975, 1167 p. en 2 vol.
- Archaïsme et modernité en Limousin au XIXe siècle 1845 - 1880, Limoges, Presses universitaires de Limoges, 1999, 2e éd. (ISBN 978-2-84287-101-7, lire en ligne), 2 vol.

#### Recensions
- Maurice Agulhon, « Alain Corbin, Archaïsme et modernité en Limousin au XIXe siècle, 1845-1880 », Annales ESC, vol. 32, no 2,‎ 1977, p. 301–304 (lire en ligne, consulté le 4 avril 2025).
- Jean Baubérot, « Archaïsme et modernité en Limousin au XIXe siècle 1845-1880 », Archives de sciences sociales des religions, vol. 40, no 1,‎ 1975, p. 203–204 (lire en ligne, consulté le 4 avril 2025).
- Jacques Bouillon, « Alain Corbin, Archaïsme et modernité en Limousin au XIXe siècle, 1845-1880 », Revue d'histoire moderne et contemporaine, vol. 23, no 3,‎ 1976, p. 477–480 (lire en ligne, consulté le 4 avril 2025).
- (en) Jack Censer, « Archaisme et modernité en Limousin au XIXe siècle, 1845-1880. By Alain Corbin. Paris: Editions Marcel Rivière et Cie, 1975. Pp. 1,168. 150F. », The Journal of Economic History, vol. 36, no 4,‎ décembre 1976, p. 946–948 (ISSN 0022-0507 et 1471-6372, DOI 10.1017/S0022050700098168, lire en ligne, consulté le 4 avril 2025).
- Ivan Cloulas, « Alain Corbin. Archaïsme et modernité en Limousin au XIXe siècle, 1845-1880.Paris, Marcel Rivière, 1975. 2 vol. in-8°, 1167 pages, 105 cartes et graphiques. », Bibliothèque de l'École des chartes, vol. 134, no 1,‎ 1976, p. 235–240 (lire en ligne, consulté le 4 avril 2025).
- Jacques Girault, « Gilbert Garrier Paysans du Beaujolais et du Lyonnais, 1800-1970, Grenoble, Presses universitaires de Grenoble, Centre d"histoire économique et sociale de la région lyonnaise, Université de Lyon II, 1973, 2 vol., 960 pages - Alain Corbin, Archaïsme et modernité en Limousin au XIXe siècle (1845- 1880), Paris, Editions Marcel Rivière, 1975, 2 vol., 1167 p. », Le Mouvement social, no 101,‎ 1977, p. 141-148 (lire en ligne).
- Claude Langlois, « Alain Corbin, Archaïsme et modernité en Limousin au XIXe siècle (1845-1880) », Revue d'histoire de l'Église de France, vol. 63, no 171,‎ 1977, p. 310–312 (lire en ligne, consulté le 4 avril 2025).
- Henri Mendras, « Alain Corbin, Archaïsme et modernité en Limousin au XIXe siècle (1845- 1880). I : La rigidité des structures économiques, sociales et mentales ; II : La naissance d'une tradition de gauche », Études rurales, vol. 66, no 1,‎ 1977, p. 62–65 (lire en ligne, consulté le 4 avril 2025).
- (en) Charles Tilly, « Alain Corbin. Archaïsme et modernité en Limousin au XIXe siècle, 1845–1880: La rigidité des structures économiques, sociales et mentales . Paris: Éditions Marcel Rivière. 1975. Pp. xii, 693 », The American Historical Review, vol. 81, no 4,‎ 1er octobre 1976, p. 870–870 (ISSN 1937-5239 et 0002-8762, DOI 10.1086/ahr/81.4.870, lire en ligne, consulté le 4 avril 2025).
- Philippe Vigier, « Alain Corbin, Archaïsme et modernité en Limousin au XIXe siècle (1845- 1880). I : La rigidité des structures économiques, sociales et mentales ; II : La naissance d'une tradition de gauche, Paris, Marcel Rivière, 1975, 2 vol., 1167 p. », Revue historique, t. 252,‎ 1979, p. 204-208 (lire en ligne).

#### Témoignages
- Alain Corbin, « Du Limousin aux cultures sensibles », dans Jean-Pierre Rioux et Jean-François Sirinelli (dir.), Pour une histoire culturelle, Paris, Éditions du Seuil, coll. « L'univers historique », 1997, 456 p. (ISBN 978-2-02-025470-0), p. 101-115.
- Alain Corbin et Gilles Heuré, Historien du sensible : Entretiens avec Gilles Heuré, Paris, La Découverte, coll. « Cahiers libres », 2000, 201 p. (ISBN 978-2-7071-3098-3).
- Vincent Casanova, Philippe Mangeot et Philippe Masanet, « « Ne rien refuser d'entendre » : Entretien avec Alain Corbin », Vacarme, vol. 35, no 2,‎ 2006, p. 4–12 (ISSN 1253-2479, DOI 10.3917/vaca.035.0004, lire en ligne, consulté le 4 avril 2025).

### Historiographie
- (en) David Hunt, « Working People of France and Their Historians », Radical History Review, vol. 1984, nos 28-30,‎ 1er mai 1984, p. 45–65 (ISSN 0163-6545, DOI 10.1215/01636545-1984-28-30-45, lire en ligne, consulté le 26 juillet 2025).